# Torneio Mercosul
Le Torneio Mercosul (« tournoi Mercosul » en français, Torneo Mercosur en espagnol) était une compétition internationale de football qui eut lieu en 1995 à Santa Catarina au Brésil. Il fut remporté par le Figueirense Futebol Clube.
La compétition était considérée par la presse de l'État de Santa Catarina comme l'embryon de la future Copa Mercosur. Une seconde édition voulut être organisée en 1996 mais elle n'eut jamais lieu. La CONMEBOL ne reconnut pas la compétition. Son budget était de 400 000 US$.

## Équipes invitées
- Avaí FC -  Brésil
- Barcelona SC -  Équateur
- Cerro Porteño -  Paraguay
- Coritiba FC -  Brésil
- Criciúma EC -  Brésil
- Estudiantes LP -  Argentine
- Figueirense FC -  Brésil
- Grêmio Porto Alegre -  Brésil
- SC Internacional -  Brésil
- EC Juventude -  Brésil
- CN Marcílio Dias -  Brésil
- Nacional -  Uruguay
- Club Olimpia -  Paraguay
- Peñarol -  Uruguay
- Racing Club -  Argentine

Les équipes de Barcelona, Estudiantes, Grêmio, Internacional, Juventude, Peñarol et Racing refusèrent l'invitation à participer à la compétition.

## Organisateurs
- Centertur
- Estratégia B

## Sponsors
- Cecrisa
- Construtora Caseca
- Petrobras
- Sadia

## Format
Le tournoi se déroulait au format coupe. Marcílio Dias fut exempté du premier tour et joua un match contre l'un des qualifiés du premier tour pour gagner sa place en demi-finale.

## Résultats

### 1ertour
- Figueirense - Olimpia 2-2 (3-2 après prolongations)
- Joinville - Coritiba 3-0
- Avaí - Nacional 4-2
- Criciúma - Cerro Porteño 2-0
- Marcílio Dias - exempt

### 2etour
- Marcílio Dias - Criciúma 1-0

### Demi-finales
- Joinville - Avaí 1-0
- Figueirense - Marcílio Dias 1-0

### Finale
- Figueirense - Joinville 0-0 (1-0 après prolongations)

Le vainqueur fut le Figueirense Futebol Clube.

## Statistiques
- Plus grand écart : Joinville - Coritiba 3-0
- Plus grand nombre de buts dans un match : Avaí - Nacional 4-2
- Meilleure affluence : Figueirense - Joinville (5 271 spectateurs)

## Commentaire
Le tournoi fut considéré comme un échec. L'une des raisons fut que l'organisateur, Centertur, utilisa des chèque en bois pour payer l'hébergement de l'équipe d'Olimpia à l'hôtel Mariner Plaza à Itajaí. Ainsi, de nombreuses équipes déclinèrent l'invitation, réduisant l'intérêt du tournoi avant même son commencement. Le tournoi ne fut plus organisé et, trois ans plus tard, la première édition de la Copa Mercosur fut organisée.